# Bogatyńska Kolej Dojazdowa
Die Bogatyńska Kolej Dojazdowa war eine Organisationseinheit der polnischen Staatsbahnen Polskie Koleje Państwowe (PKP), welche die nach 1945 auf polnischem Staatsgebiet verbliebenen schmalspurigen Eisenbahnstrecken bei Bogatynia (Reichenau in Sachsen) verwaltete und betrieb.

## Geschichte

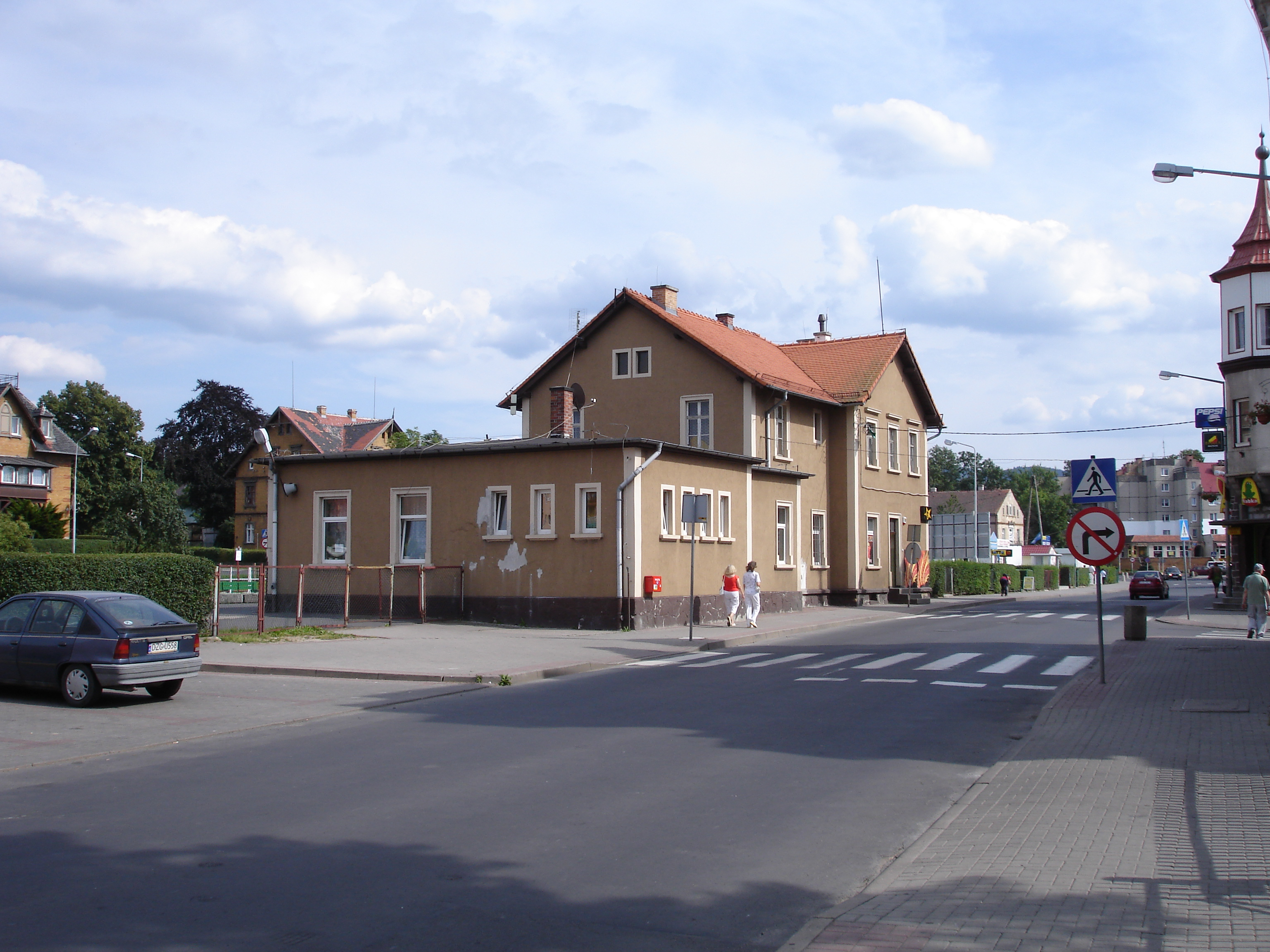
Bahnhof Bogatynia Wąskotorowa (2009)

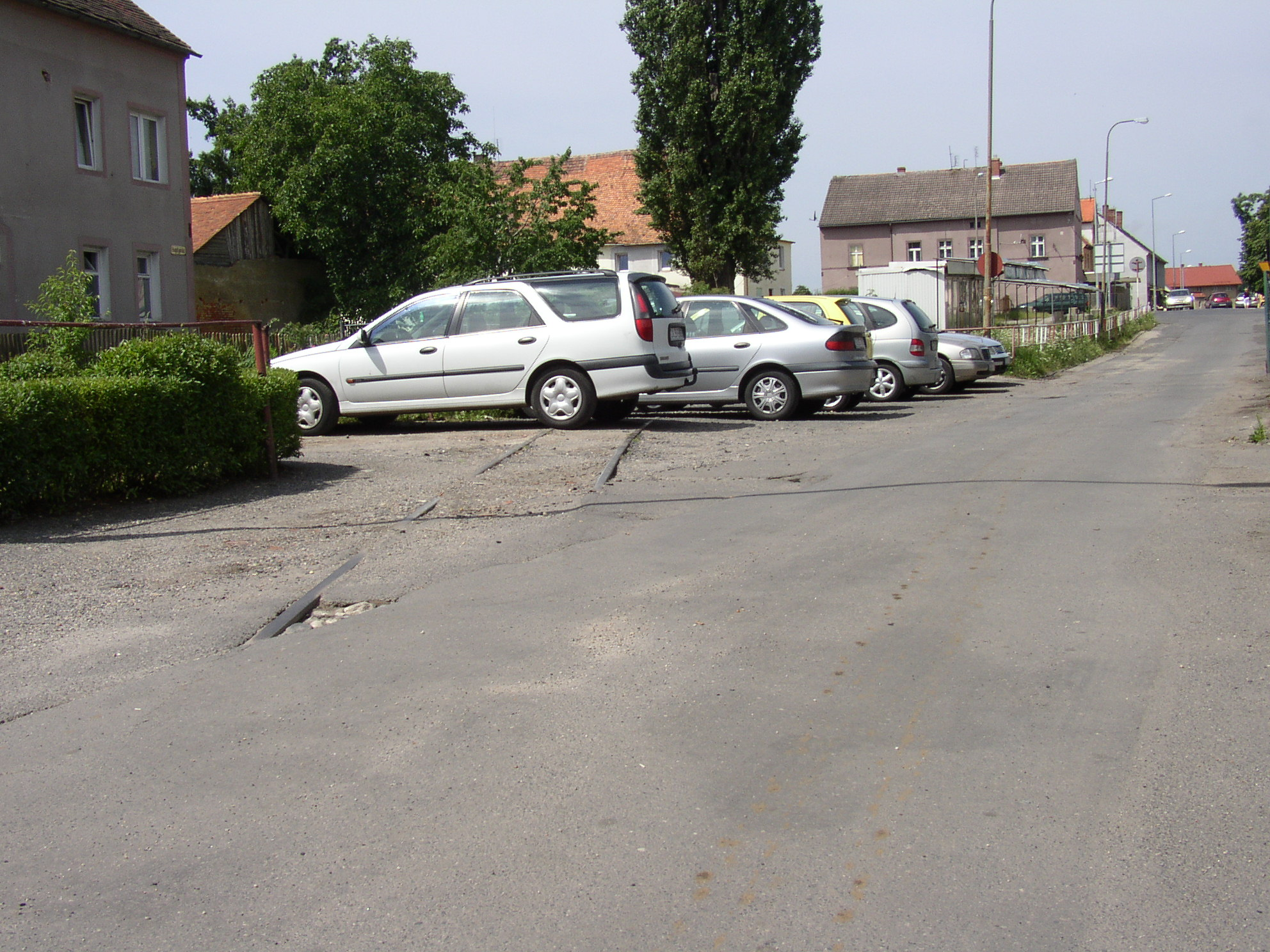
Gleisrest in Sienawka (2008)

Die Königlich Sächsischen Staatseisenbahnen hatten im Jahr 1884 die Schmalspurbahn Zittau–Reichenau eröffnet, die 1899 noch bis Hermsdorf in Böhmen erweitert wurde. Sie hatte dort Anschluss an die Strecke Friedland–Hermsdorf der Friedländer Bezirksbahnen (FrBB). Als Ergänzung baute 1921 ein Konsortium privater Interessenten eine von dieser Strecke anzweigende, nur dem Güterverkehr dienende Industriebahn mit eigener Betriebsführung von Reichenau nach Seitendorf. 
Das Bahngebiet beider Strecken wurde nach dem Zweiten Weltkrieg am 21. Juni 1945 von polnischen Truppen besetzt und gehört heute zum Staatsgebiet der Republik Polen. Der bis dahin fast ununterbrochen laufende Eisenbahnbetrieb auf beiden Strecken kam zum Erliegen. Die Strecke Zittau–Hermsdorf wurde an der Neißebrücke in Zittau und an der tschechoslowakischen Staatsgrenze gesperrt. 
Mit dem Aufbau einer polnischen Verwaltung im Bahngebiet wurden die beiden Strecken von den PKP übernommen. Die PKP nahmen am 20. Mai 1951 den Eisenbahnbetrieb wieder auf, nachdem das Gebiet nach der Vertreibung der deutschen Bevölkerung mit Flüchtlingen aus dem östlichen Galizien neu besiedelt worden war. Personenzüge verkehrten vom Endpunkt der bis 1949 eröffneten polnischen Strecke Mikułowa–Turoszów über Bogatynia (Reichenau) bis Sieniawka (Kleinschönau). Zum Einsatz kamen anfangs Lokomotiven und Triebwagen sächsischer Herkunft, die nach den beiden Weltkriegen in den Bestand der PKP gekommen waren. Ab dem Sommer 1959 fuhren auch wieder Reisezüge zwischen Bogatynia und Markocice (Markersdorf).
Am 8. Mai 1960 wurde die Verlängerung der Regelspurstrecke von Turoszów nach Bogatynia eröffnet. Die schmalspurige Strecke in diesem Abschnitt wurde daraufhin aufgegeben. Am 30. Juni 1961 wurde dann der Betrieb auf der Bogatyńska Kolej Dojazdowa ganz eingestellt und durch Überlandbusse ersetzt. Ein Teil der Fahrzeuge wurde auf andere Strecken umgesetzt. 
Ein großer Teil der Strecke zwischen Bogatynia und Sienawka wurde ab den 1970er Jahren vom Tagebau Tagebau Turów in Anspruch genommen und überbaggert. Heute erinnern nur noch das als Busbahnhof genutzte Empfangsgebäude in Bogatynia und einige Gleisreste in Sieniawka an die Bahn.

## Strecken
- Sieniawka–Bogatynia–Markocice
- Bogatynia–Turoszów Wąskotorowa